# Bandeira de Cuiabá

Bandeira de Cuiabá

A Bandeira de Cuiabá é um dos símbolos oficiais de Cuiabá, da capital do estado de Mato Grosso.

## Desenho
Seu desenho consiste em um retângulo de proporção largura comprimento de 1:2 dividido em duas faixas verticas: uma vered do lado do mastro, outra branca. na linha divisória entre as duas faixas está um brasão.

## História
Foi criada pela Lei número 1.279 de 18 de agosto de 1972, de autoria do vereador Evaldo de Barros. A Lei de criação da bandeira estabeleceu em seu artigo segundo que a Prefeitura realizaria um concurso público para a escolha do desenho da bandeira. A Bandeira de Cuiabá foi criada pelo Sr. Nilton Benedito de Santana, que contou com o apoio do jornalista Pedro Rocha Jucá, e oficializada pelo prefeito José Villanova Torres, através do Decreto nº 241, de 29 de Dezembro de 1972, que diz no Artigo 1º: "Fica oficializada a Bandeira Municipal de Cuiabá, com as seguintes características: a- um retângulo verde e branco; b- em primeiro plano, com as bordaduras ou círculo na cor amarelo ouro, com a inscrição em letras vermelhas: "VILA REAL DO BOM JESUS DE CUIABÁ - 1719". c- no centro o marco estereotipado na cor verde, representando o centro geográfico da América do Sul: logo abaixo, geometricamente triangulado, os vértices do marco representando um monte de ouro, símbolo da riqueza mineral de Cuiabá". Também recebeu a Medalha de Honra ao mérito, que configurava uma comenda.
O criador da bandeira de Cuiabá, Nilton Benedito de Santana, 61 anos, foi sepultado no dia 12/02/2010 na Capital. Ele era técnico em Edificações formado pela antiga Escola Técnica (ETF-MT), hoje Instituto Federal de Ensino, e estava internado há vários dias no Pronto-Socorro Municipal de Cuiabá, onde morreu no final da manhã de sexta-feira.
Considerado um homem muito inteligente, Santana era um desenhista bastante requisitado por engenheiros e arquitetos cuiabanos. Ter criado a bandeira era o seu maior orgulho. Desde que venceu o concurso, a bandeira foi estendida sobre o seu caixão. O desejo dele foi atendido pela arquiteta Adriana Bussiki Santos, primeira dama e presidente do Instituto de Planejamento de Desenvolvimento Urbano. Adriana, que conhecia o desenhista há mais de 10 anos, esteve no velório e entregou a bandeira ao filho de Santana, Rodrigo Santana. De acordo com a família, o desenhista morreu em decorrência de complicações causada pela trombose que desenvolveu em uma das pernas.

## Villanova Torres
- Cuiabá
- Brasão de Cuiabá